# Iglesia de madera de Fåvang

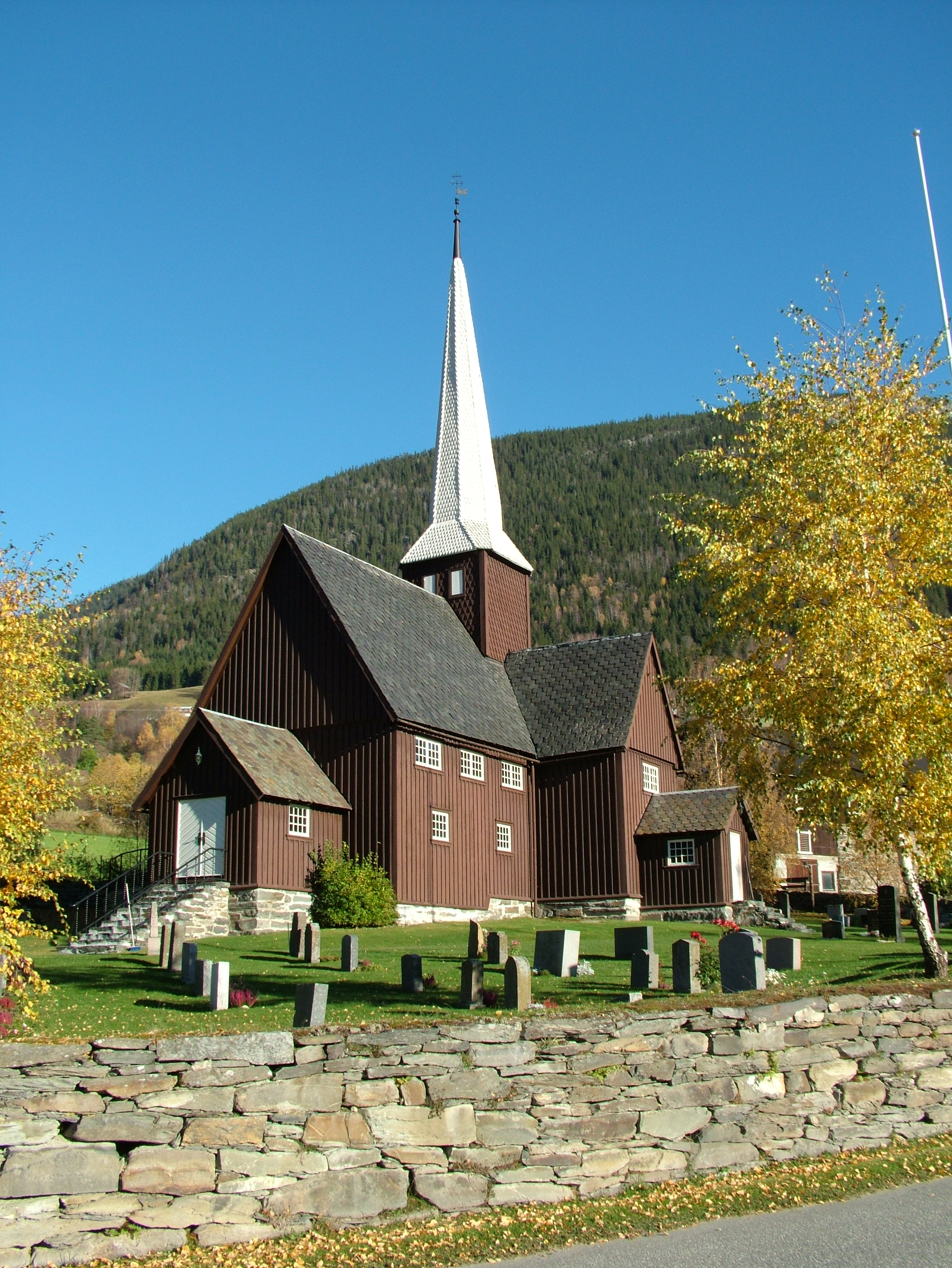
La iglesia de Fåvang.

La iglesia de madera de Fåvang es un templo luterano en el municipio de Ringebu, Oppland, Noruega. Aunque es considerada popularmente como una stavkirke, no lo es en sentido estricto, aun cuando contiene algunas partes construidas en la técnica de ese tipo de iglesias.
Al contrario de las stavkirke, originales de la Edad Media, la iglesia de Fåvang fue construida después de la reforma protestante, entre 1627 y 1630. En su mayor parte, el material fue obtenido de restos de antiguas stavkirke demolidas en el valle de Gudbransdal, y quizás se levantó en el emplazamiento de otra vieja iglesia de ese tipo. Las partes más antiguas corresponden a madera cortada entre 1150 y 1250.
El constructor pudo haber sido el conocido Werner Olsen Skurdal, quien trabajó en la remodelación de la iglesia de Vågå entre 1625 y 1627, y que realizó importantes obras de restauración en las stavkirke de Ringebu y de Lom.
Aunque su construcción se inspiraba en las stavkirke, en su historia pasó por varias remodelaciones que alteraron su aspecto significativamente, como la expansión de su planta en forma de cruz griega. Estas características ajenas a las stavkirke, además de la fecha de su construcción, son suficientes para que los expertos no la incluyan dentro de las 28 stavkirke noruegas consideradas "auténticas". 
- Datos: Q1544327
- Multimedia: Fåvang kirke / Q1544327